# Народная воля (Венесуэла)
Наро́дная во́ля (исп. Voluntad Popular; VP) — политическая партия в Венесуэле, образованная в 2009 году бывшим мэром Каракаса Леопольдо Лопесом. Занимает 14 из 167 мест в Национальной ассамблее (парламенте) Венесуэлы. Член Социнтерна с 2014 года. Входит в Круглый стол демократического единства — избирательную коалицию, имеющую квалифицированное большинство в парламенте страны.
Партия была сформирована в ответ на предполагаемые нарушения прав человека со стороны правительства Уго Чавеса и его преемника Николаса Мадуро. Позиционирует себя как левоцентристская, выступающая с позиций социал-демократии и социал-либерализма, хотя критики, включая представителей власти, называют её правой.
С 5 января 2019 года председателем Национальной ассамблеи Венесуэлы является член «Народной Воли» Хуан Гуайдо. 23 января Гуайдо объявил себя исполняющим обязанности президента Венесуэлы, начав ситуацию двоевластия в стране.